# Said Sayrafiezadeh

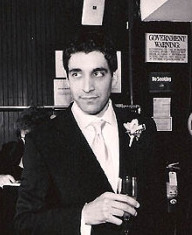
Said Sayrafiezadeh

Saïd Sayrafiezadeh (persisch سعید صیرفی‌زاده; * 1968 in Brooklyn, New York City, New York) ist ein amerikanischer Bühnenautor und Schriftsteller iranischer Abstammung.

## Leben
Sayrafiezadehs Vater ist Muslim, seine Mutter Jüdin. Er wuchs in Pittsburgh, Pennsylvania auf. Er ist der Neffe des Romanautors Mark Harris.

## Werk
Bühnenwerke
- New York is Bleeding
- Autobiography of a Terrorist
- The World Might be Uninhabited
- Long Dream in Summer

Roman/Memoiren
- 2009: When Skateboards Will Be Free: A Memoir of a Political Childhood
  - deutsch: Eis Essen mit Ché, Aufbau Verlag, Berlin 2010 ISBN 978-3-351-03298-2[1]

Kurzgeschichten
- Brief Encounters with the Enemy.
  - deutsch von Bettina Abarbanell: Kurze Berührungen mit dem Feind, Storys. Hanser Berlin Verlag, Berlin 2014, ISBN 978-3-446-24656-0.[2]
- American Estrangement: Stories. W. W. Norton, New York 2021, ISBN 978-0-393-54123-6.